# Parco nazionale Blåfjella-Skjækerfjella
Il parco nazionale Blåfjella-Skjækerfjella è un parco nazionale della Norvegia, nella contea di Trøndelag. È stato istituito nel 2004 e con i suoi 1.924 km² è il terzo parco nazionale norvegese per dimensioni. Incorpora il precedente parco nazionale di Gressåmoen.